# Cheetah-licious Christmas Tour
Cheetah-licious Christmas Tour es el título de la primera gira nacional realizada por el grupo pop estadounidense The Cheetah Girls. La gira partió en invierno de 2005 en apoyo de su álbum debut como banda Cheetah-licious Christmas.

## Información
En invierno de 2005, The Cheetah Girls se fueron de gira para apoyar su álbum de Navidad "Cheetah-licious Christmas". Aly & AJ fueron el acto de apertura, en apoyo de su propio álbum "Into the Rush". Ropa de invierno, e incluso un tema tropical para su canción "Christmas in California", que incluyen tablas de surf con los nombres de cada Cheetah. The Cheetah Girls también cantaron canciones de la primera banda sonora The Cheetah Girls y su canción "I Won't Say in My Love" (de Disneymania 3), y su versión de "Shake a Tailfeather" (del Soundtrack The Chiken Little).

## Fechas del Tour
En 2005, las fechas del tour fueron las siguientes:
| 2005                    |                                        |                    |          |
| 6 de diciembre de 2005  | New Jersey Performing Arts Center      | Newark, NJ         | Aly & AJ |
| 7 de diciembre de 2005  | Landmark Theatre                       | Syracuse, NY       | Aly & AJ |
| 9 de diciembre de 2005  | Palace Theatre                         | Albany, NY         | Aly & AJ |
| 10 de diciembre de 2005 | Providence Performings Arts Center     | providence, RI     | Aly & AJ |
| 11 de diciembre de 2005 | Sovereign Performning Arts Center      | Reading, PA        | Aly & AJ |
| 13 de diciembre de 2005 | Opheum Theatre                         | Boston, MA         | Aly & AJ |
| 14 de diciembre de 2005 | Verizon Hall at the Kimmel Center      | Philadelphia, PA   | Aly& AJ  |
| 15 de diciembre de 2005 | Chevrolet Theatre                      | Wallingford, CT    | Aly& AJ  |
| 17 de diciembre de 2005 | Nokia Theatre Times Square             | New York City, NY  | Aly & AJ |
| 18 de diciembre de 2005 | Prism Theatre at Scope Arena           | Norfolk, VA        | Aly & AJ |
| 19 de diciembre de 2005 | War Memorial Auditorium                | Greensboro, NC     | Aly 6 AJ |
| 20 de diciembre de 2004 | Arena at Gwinnett Center               | Duluth, GA         | Aly & AJ |
| 22 de diciembre de 2005 | Jesse H. Jones Hall for the Perf. Arts | Houston, TX        | Aly & AJ |
| 23 de diciembre de 2005 | Nokia Theatre at Grand Prairie         | Grand Prairie, TX  | Aly & AJ |
| 27 de diciembre de 2005 | Gibson Amphitheatre                    | Universal City, CA | Aly & AJ |
| 28 de diciembre de 2005 | Nob Hill Masonic Center                | San Francisco, CA  | Aly& AJ  |

- Nota: El 17 de diciembre en New York City, New York se realizaron 2 shows.